# Таубман, Отто
Отто Таубман (нем. Otto Taubmann; 8 марта 1859, Гамбург — 4 июля 1929, Берлин, Веймарская республика) — немецкий композитор и дирижёр.

## Биография
В 1879—1882 годах обучался в Дрезденской консерватории, в том числе у Жана Луи Никоде. Стажировался в Париже и Вене.
В течение нескольких лет работал оперным и концертным дирижёром. Руководил консерваторией Фройденберга в Висбадене (1886—1889).
С 1895 года жил сначала в Берлине, где преподавал теорию музыки.
В 1920 по 1925 год преподаватель композиции в Берлинском университете искусств.
С 1917 года — член Прусской академии искусств.
Автор церковной и сценической музыки, хоровых музыкальных произведений, оперы «Porzia» (1916).
Наиболее выдающиеся его произведения: «Psalm 13» (для соло, хора и оркестра); «Eine deutsche Messe»; «Tauwetter», для мужского хора и оркестра; «Sängerweihe» (Chordrama).

## Избранные музыкальные сочинения
- Streichquartett a-Moll, 1890
- Eine Deutsche Messe für Soli, Chor, Orchester und Orgel, 1899
- Sängerweihe, Chordrama, Uraufführung 25. November 1904 in Elberfeld
- Und ich sah, Lied, op. 26
- Tauwetter, Chorwerk
- Kampf und Friede, Kantate
- Porzia, Oper, Uraufführung 15. November 1916 in Frankfurt/Main[4]
- Sang an die Heimat, Symphonie
- Die missbrauchten Liebesbriefe, Opernfragment nach Gottfried Keller